# مایشوس
مایشوس (به آلمانی: Mayschoß) یک شهر در آلمان است که در اهرویلر واقع شده‌است. مایشوس ۹۹۶ نفر جمعیت دارد.